# سامانه‌های صرفه‌جویی انرژی حرارتی
جهت جلوگیری از رشد بی‌رویه مصرف انرژی و حفظ ذخائر ملی در زمینه انرژی باید توجه بیشتری به بازیافت انرژی‌های تلف شده نمود. با اجرای پروژه‌های بازیافت انرژی در صنایع علاوه بر کاهش مصرف سوخت و افزایش راندمان دستگاه‌ها، از تولید آلاینده‌های محیط زیست نیز کاسته خواهد شد که در نتیجه به حفظ محیط زیست کمک خواهد کرد بازیافت انرژی از هدر رفتن منابع انرژی در کشور جلوگیری و طول عمر این منابع را افزایش خواهد داد.
افزایش روزافزون قیمت انرژی و هزینه‌های تولید، جلوگیری از مصرف بی‌رویه انرژی، کاهش آلاینده‌های گازی و پدیده‌های گلخانه‌ای از جمله دلایلی هستند که اهمیت بازیافت انرژی را نشان می‌دهند.

## عوامل مؤثر در انتخاب سیستم بازیافت انرژی
جهت انتخاب بهینه یک سیستم بازیافت انرژی باید موارد زیر در نظر گرفته شود:
- درجه حرارت و مقدار منبع تلف شده
- ترکیب شیمیایی سیال منبع تلف شده
- کمترین درجه حرارت ممکن که می‌توان سیال را سرد نمود[نقطه شبنم]
- درجه حرارت سیال سرد که انرژی تلف شده به آن منتقل می‌گردد
- ترکیب شیمیایی سیال سرد
- حداکثر درجه حرارت ممکن که در آن سیال سرد پایدار بماند

## تجهیزات بازیافت انرژی حرارتی
به‌طور کلی انتقال انرژی از منبع اتلاف انرژی به گیرنده این انرژی بدو صورت مستقیم و غیرمستقیم انجام م یشود. اگر ترکیب شیمیایی دو سیال یکسان بوده و اختلاط دو گاز امکان‌پذیر باشد. دو سیال سرد و گرم به‌طور مستقیم با هم در تماس بوده و انتقال انرژی صورت می‌پذیرد مانند خشک کن‌ها در سیستم‌های غیرمستقیم بازیافت انرژی از یک وسیله جهت انتقال انرژی از منبع تلف شده به گیرنده استفاده می‌شود. در این روش سیستم‌های زیر اغلب مورد استفاده قرار می‌گیرند:
- ریژنراتورها
- لوله‌های گرمایی
- ریکوپراتورها
- دیگ‌های بازیافت انرژی
- کوره‌های سوخت ضایعات